# 江川辰三
江川 辰三（えがわ しんざん、1928年〈昭和3年〉8月29日 - 2021年〈令和3年〉9月19日）は、日本の曹洞宗の僧侶。總持寺独住第25世貫首。曹洞宗管長、学校法人総持学園主を歴任。

## 来歴
山梨県生まれ。駒澤大学文学部東洋学科卒業。山梨県立の高校に教諭として17年勤めたほか、山梨県清光寺、愛知県宝泉寺、愛知県正栄寺、愛知県吉定寺、石川県芳春院の住職を歴任する。
1996年（平成8年）1月から1999年（平成11年）2月まで、大本山總持寺監院。1999年（平成11年）10月から2003年（平成15年）4月まで、大本山總持寺祖院監院。1999年（平成11年）12月から2003年（平成15年）6月まで、大本山總持寺祖院専門僧堂堂長。
2008年（平成20年）9月から2011年（平成23年）4月まで、愛知県正眼寺住職。愛知県仏教会会長も兼任。
2010年（平成22年）3月から2011年（平成23年）4月まで大本山總持寺副貫首。2011年（平成23年）4月より大本山總持寺貫首および曹洞宗管長に就任。2012年（平成24年）1月21日任期満了により曹洞宗管長を退任。
2014年（平成26年）1月から2016年（平成28年）1月まで 曹洞宗管長。
2018年（平成30年）4月1日より2020年（令和2年）3月まで全日本仏教会第33期会長を務めた。
2021年（令和3年）9月19日、遷化。93歳没。